# Spences Reefs
Les Spences Reefs comprennent deux îlets, d'une superficie totale de 0.65 ha, au sud-est de l'Australie, en Tasmanie. Ils sont juste au coin sud-est de Little Green Island et font partie de l'archipel tasmanien de Great Dog Island, situés à l'est du détroit de Bass, entre Flinders et Cape Barren Islands dans l'archipel Furneaux.  

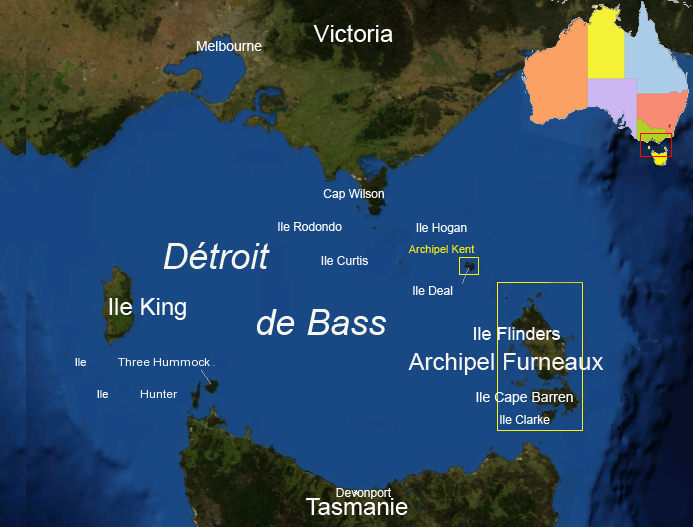
Détroit de Bass.

Les îlets font partie de la Zone importante pour la conservation des oiseaux de Franklin Sound Islands (Franklin Sound Islands Important Bird Area), reconnue comme telle par BirdLife International parce qu'elle abrite plus de 1% de la population mondiale de six espèces d'oiseaux.

## Faune

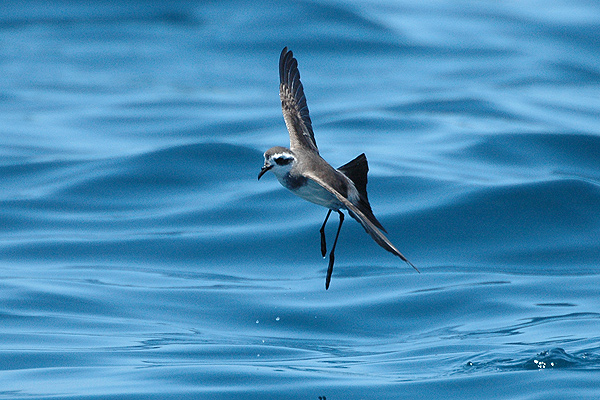
Océanite frégate.

Les espèces d'oiseaux marins et d'échassiers reconnues comme nicheuses sont : 
- le Manchot pygmée,
- l'Océanite frégate,
- l'Huîtrier fuligineux,
- l'Huîtrier pie,
- la Sterne caspienne.

Les rats sont présents et, évidemment, exercent leur prédation sur les frégates.